# Panne de courant nord-américaine de 1965
La panne de courant nord-américaine de 1965 est une importante perturbation dans le réseau d'électricité ayant eu lieu le 9 novembre 1965. Cette panne a affecté une partie de la province de l'Ontario au Canada, ainsi que les États du Connecticut, Massachusetts, New Hampshire, New Jersey, New York, Rhode Island, Pennsylvanie, et le Vermont, aux États-Unis. Plus de 30 millions de personnes réparties sur 207 000 km2 ont été privées d'électricité pendant près de 13 heures et 800 000 usagers ont été bloqués dans le métro new yorkais,.

## Cause
L'événement démarre en Ontario, au Canada, en raison d'une défaillance d'un relais électromécanique. Cette panne s'est ensuite propagée en seulement quelques minutes sur une grande partie du réseau électrique de la région.

## Conséquences

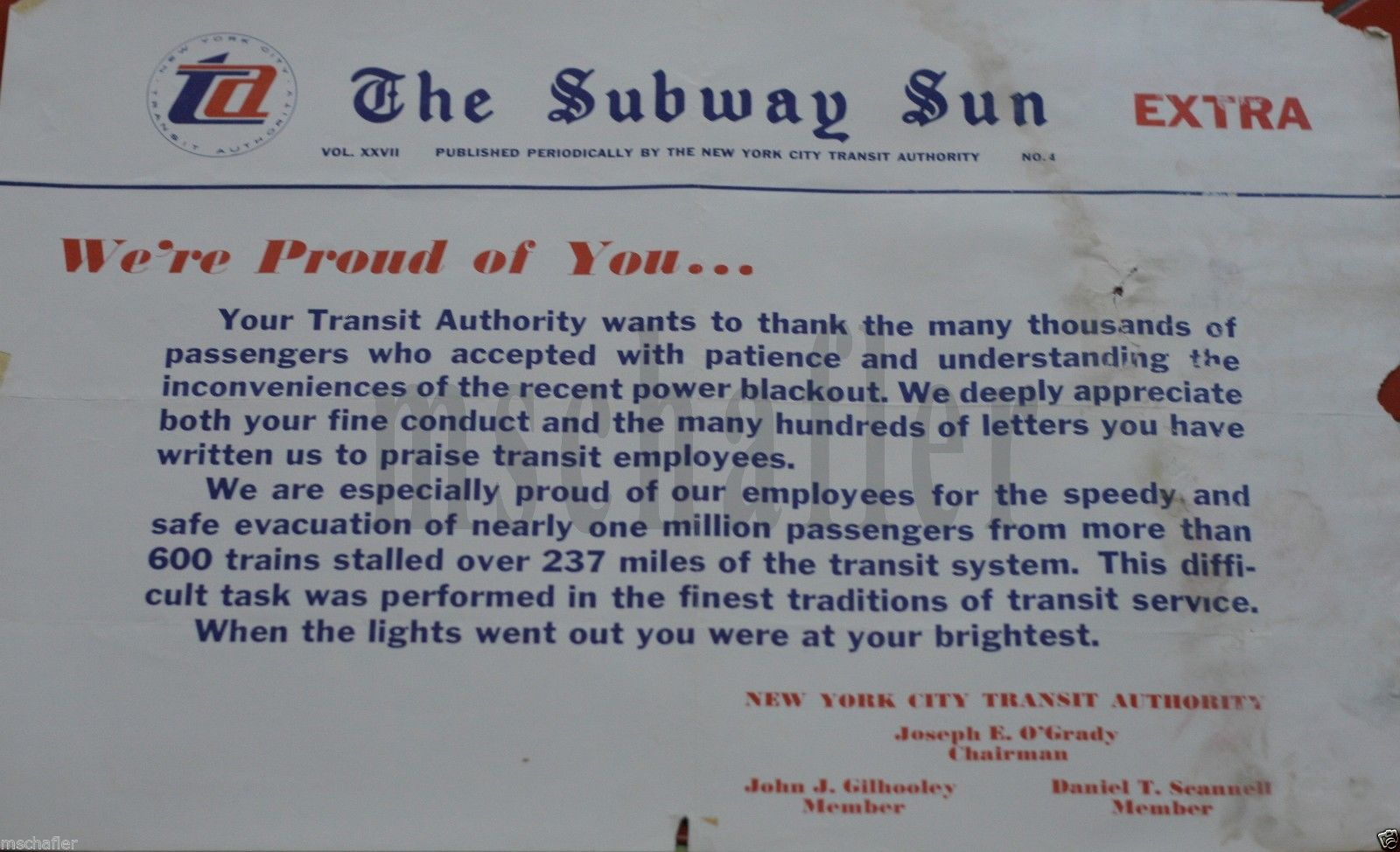
Message destiné aux usagers du métro de New York pour les remercier d'avoir gardé leur calme lors de la panne de 1965.

La rapidité de la coupure a notamment eu pour conséquence de bloquer 800 000 usagers tout le long du métro de New York. Cependant, contrairement à celle de 1977 à New York, il y a peu de mouvements de foule et de pillages observés au cours de la panne de 1965, ce qui lui vaut d'être un événement « caractérisé par l'entraide »,. La panne de courant nord-américaine de 2003 a fait naître la même coopération.
À la suite de cette importante panne, des mesures ont été vainement[C'est-à-dire ?] prises afin que ce genre de perturbation ne se reproduise plus.